# Décès en mars 1939
Décès
- 1935
- 1936
- 1937
- 1938
- 1939
- 1940
- 1941
- 1942
- 1943

Pour une information complémentaire, voir la page d'aide.

| Date    | Nom           | Pays                 | Activités                                    | Âge | Source |
| ------- | ------------- | -------------------- | -------------------------------------------- | --- | ------ |
| 10 mars | Armand Guerra | Drapeau de l'Espagne | Scénariste, écrivain et anarchiste espagnol. | 53  |        |